# Angela Beard
Angela Beard född 16 augusti 1997 i Meadowbrook, Queensland, är en filipinsk fotbollslandslagsspelare som spelar för AIK i Damallsvenskan.

## Karriär
Angela Beard inledde sin karriär i Australien och klubben Brisbane Roar. Där hon spelade fram till 2017 innan karriären gick vidare till Melbourne. Efter några år och klubbyten i Australien och ett år på Island så fortsatte karriären i Danmark och Fortuna Hjørring. 2023 blev det återigen några matcher i Australien innan den första svenska klubben i karriären blev Linköpings FC. Det blev totalt två år i Linköping innan nästa klubbadress blev AIK. 
Beard har även landskamper för såväl Australien som Filippinerna.